# Heidemarie Wycisk
Heidemarie Wycisk z domu Räbiger (ur. 2 lutego 1949 w Groß Marzehns) – niemiecka lekkoatletka specjalistka skoku w dal. Podczas swojej kariery reprezentowała Niemiecką Republikę Demokratyczną.
Zajęła 7. miejsce w skoku w dal na igrzyskach olimpijskich w 1976 w Montrealu.
Zdobyła brązowy medal w skoku w dal na halowych mistrzostwach Europy w 1977 w San Sebastián, przegrywając jedynie z Jarmilą Nygrýnovą z Czechosłowacji i Ildikó Erdélyi z Węgier. Na kolejnych halowych mistrzostwach Europy w 1978 w Mediolanie zajęła w tej konkurencji 5. miejsce. Na mistrzostwach Europy w 1978 w Pradze była 8. w finale skoku w dal.
Była wicemistrzynią NRD w skoku w dal w 1969, 1976 i 1977 oraz brązową medalistką w 1972 i 1978. Była również halową mistrzynią NRD w tej konkurencji w 1977 i 1978, wicemistrzynią w 1975 oraz brązową medalistką w 1971, 1972 i 1976.
Jej rekord życiowy wynosił 6,76 m (ustanowiony 3 lipca 1977 w Dreźnie).